# 小園凌央
小園 凌央（こぞの りょお、1995年9月9日 - ）は、日本の俳優。東京都出身。エープラス所属。父はタレントのヒロミ、母はタレント・歌手の松本伊代。

## 来歴・人物
2014年3月に自らの力量を試すため両親の名前を伏せて参加したオーディションに見事合格し、芸能事務所のエー・チームに所属。芸人の父、アイドルの母と同じ土俵で勝負しても勝ち目がないと考え、両親とは異なる俳優の道を志し、翌年9月の舞台『Letter2015』で俳優としてデビューを果たす。
2016年3月、NOTTVの配信ドラマ『サクラ咲く』にレギュラー出演したのに続き、同年4月にフジテレビ系『僕のヤバイ妻』でテレビドラマ初出演を果たす。舞台版あずみでは豊臣秀頼役で初時代劇出演になった。
その後は、ドラマやバラエティ番組出演。バラエティでは多くのゲスト出演をしている。
2021年には、自身初の冠ラジオ『小園凌央のラジオでNightジャーニー』が始まる。
2023年8月、父ヒロミが24時間テレビ 「愛は地球を救う」のチャリティーランナーに抜擢された際、共に102.3キロ伴走しゴールまで見届けた。これが初の家族共演となった。
2025年4月、踊る!さんま御殿!!に出演した際に、母である松本伊代がサプライズ出演。地上波トーク番組での初共演となった。
ヒロミのYouTubeチャンネル「ヒロミファクトリーチャンネル」に不定期出演しており、自身の髪を切った企画では、再生回数200万回を記録した。
趣味は映画鑑賞、服や靴のコレクション、漫画、アニメ 鑑賞、スイカの食べ比べである。
ヒロミの影響で、普通車免許、小型2級船舶、特殊船舶免許、大型自動二輪などの免許を所持する。古物商やライフセーバーの免許も取得していた。
性格は気分屋で真面目な八方美人。ホラーや心霊が大の苦手である。

## エピソード
- 父親のヒロミによると、『りょお』という名前は『りょう』と名を付ける予定だったところを書き間違えて出生届を出してしまった結果、この読みになったと語っている[3]。
- 父親のヒロミのことを「ヒロミさん」、母親の伊代のことは「松本さん」もしくは「まっつん」と呼んでいる。
- 仲の良い二世タレントの友人は居ない。ちなみに、一番憧れている二世タレントは長嶋一茂とのこと。
- 母譲りの天然な所もある。
- スイカが大好物で、世界中にある全種類のスイカを食べる事が夢である。
- 王道の少年誌からマニアックな青年誌まで読み漁るオタクである。小さい頃に部屋にあった漫画をヒロミに全て捨てられてから、電子書籍でしか購入しないという。
- 幼い頃は紫色そのものになりたかったらしい。

## 出演

### テレビドラマ
- 僕のヤバイ妻（2016年4月19日 - 6月14日、カンテレ・フジテレビ系） - 藤原龍太 役
- プリンセスメゾン（2016年10月25日 - 12月13日、NHK BSプレミアム）- 小峰 役
- FINAL CUT（2018年1月9日 - 3月13日、カンテレ・フジテレビ系） - 高野 役
- ラブラブエイリアン2 第7話（2018年2月13日、フジテレビ） - ユキオ 役
- 健康で文化的な最低限度の生活（2018年7月17日 - 9月18日、カンテレ・フジテレビ系）- 後藤大門 役[4]
- ミラー・ツインズ - 林田 役
  - Season1（2019年4月6日 - 5月25日、東海テレビ・フジテレビ）
  - Season2（2019年6月8日 - 6月29日、WOWOW）
- べしゃり暮らし 第1話（2019年7月27日、テレビ朝日） - 杉内副嗣 役
- あおざくら 防衛大学校物語（2019年11月1日 - 29日、MBS） - 武井寅明 役
- 今夜はコの字で（2020年1月7日 - 3月24日、BSテレ東） - 山田大河 役
  - 今夜はコの字で Season2（2022年4月9日 - 6月25日、BSテレ東）[5]
- 木曜ドラマ23「すぱいす。」 第4話（2025年4月17日、BS-TBS）

### WEBドラマ
- サクラ咲く（2016年3月 - 4月、NOTTV）
- デキる女は痛い女?!（2023年5月10日 ⁻ 31日、YouTube「MAPUTI official」） - 有馬俊 役[6]

### 舞台
- Letter2015（2015年9月2日 - 6日、小劇場B1）
- AZUMI 戦国編（2016年11月、Zeppブルーシアター六本木） - 豊臣秀頼 役[7]
- どうか妹だけは助けてください（2023年2月3日 ⁻ 5日、シアターグリーン）
- わが一高時代の犯罪（2024年3月8日 - 10日、COOL JAPAN PARK OSAKA TTホール / 3月20日 - 31日、サンシャイン劇場） - 松下研三 役[8]

### ラジオ
- 小園凌央のラジオでNightジャーニー（2021年11月3日 - ？、八王子FM）
- 小園凌央の紐解くラジオ（2021年11月6日 - 27日、AuDee）
- 小園凌央の日曜ラジオ工務店（2025年3月16日 - 、八王子FM）

### CM
- 武蔵野銀行『埼玉のある男』篇 （2020年3月31日 - 2023年3月）

### 吹き替え

#### アニメ
- ネコのクラちゃん Ordinary days（2025年、神木桜[9]）